# Ханс Зебал Бехам
Ханс Зебал Бехам (Нирнберг, 1500 — Франкфурт, 22. новембра 1550) је био немачки графичар и сликар, старији брат Бартела Бехама.
Обучавао га је Албрехт Дирер. Са више од 1.300 графика главни је представник нирнбершких Малих мајстора. Највише је примењивао технику дрвореза, али и бакрописа и бакрореза којима је мајсторски овладао. Мотиве је преузимао из библијских и митолошких тема. На његов стил утицали су Албрехт Алтдорфер и Ханс Холбајн Млађи. Након прогонства из Нирнберга, Бехам је 1524. године преко Инголштата и Беча стигао у Франкфурт на Мајни, где је 1540. стекао грађанска права.